# Керол Кінг
Керол Кінг (англ. Carole King; справжнє ім'я — Керол Клейн) — американська співачка, піаністка і автор пісень, в 1960-х роках разом з чоловіком Джеррі Гоффіном написала понад два десятки хітів для різних виконавців, а на початку 1970-х добилася успіху в сольній кар'єрі — перш за все, за допомогою альбому «Tapestry», який протягом 15 тижнів очолював Billboard 200 і залишався в списках чарту понад шість років.
П'ять синглів Керол Кінг увійшли в першу американську десятку, два з них — «I Feel the Earth Move» (1971) і «It's Too Late» (1971) — очолювали списки. Керол Кінг — чотитразовий лауреат премії «Ґреммі», представлена в трьох Залах слави: Songwriters Hall of Fame, Rock and Roll Hall of Fame (з Джеррі Гоффіном) та Hit Parade Hall of Fame.

## Біографія

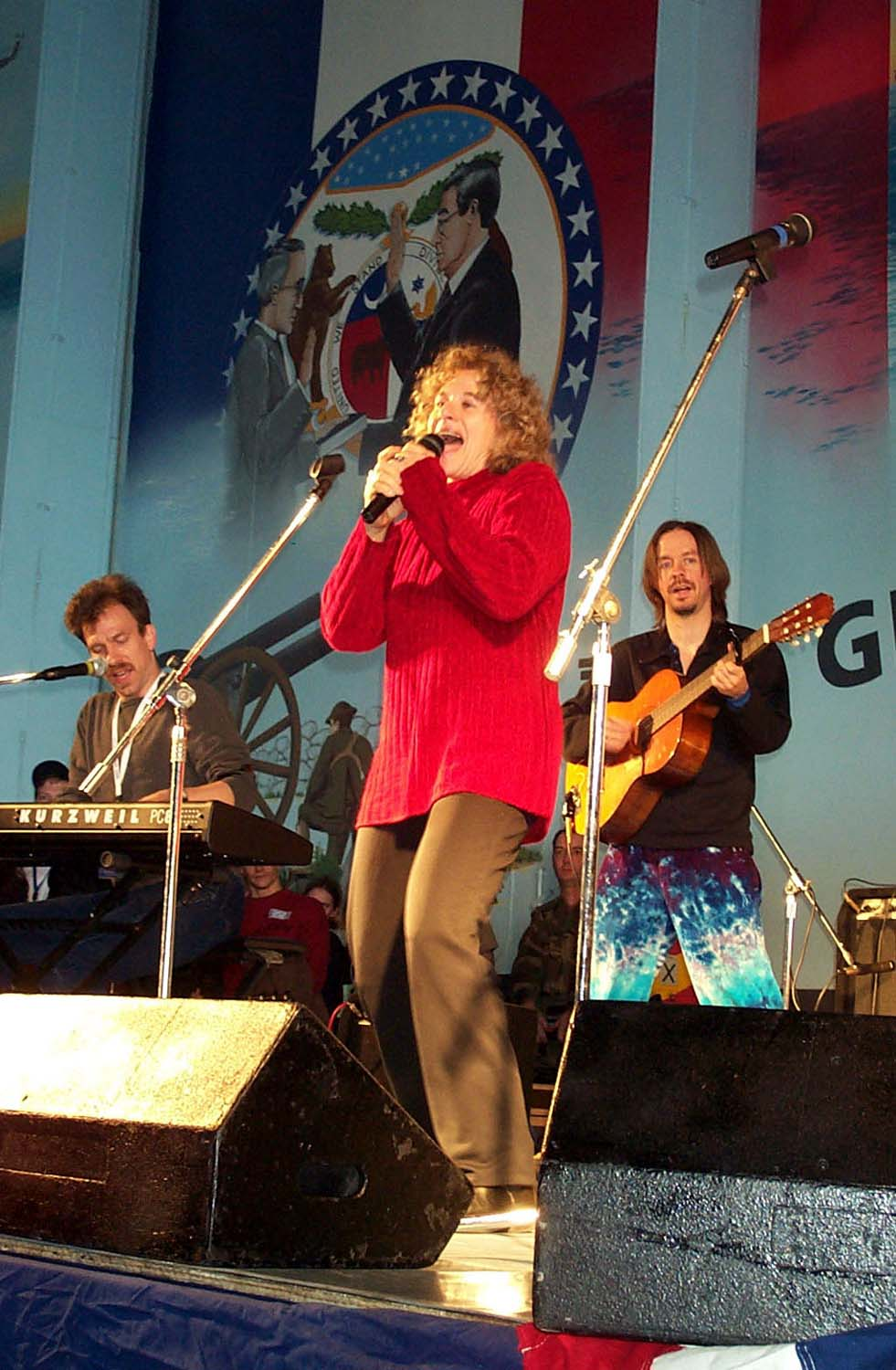
Керол Кінг у 2000 році

Керол Клейн народилася в Манхеттені 9 лютого 1942 року і почала грати на фортепіано в чотирирічному віці. Вже в школі вона утворила свою першу групу, вокальний квартет The Co-Sines, згодом — стала постійним учасником місцевих рок-н-рольних шоу, які проводив впливовий радіоведучий Алан Фрід. Ще студенткою Queens College, Кляйн познайомилась з тоді ще невідомими Полом Саймоном і Нілом Седакою, а потім і Джеррі Гоффіном, який став її постійним партнером в авторському дуеті, а кілька років по тому і чоловіком.

### Дует Гоффін-Кінг
В 1959 році Керол вперше потрапила в чарти — правда, поки що лише як героїня пісні Ніла Седаки "Оу! Керол" яка була присвячена їй. Вона випустила пісню-відповідь «Оу! Ніл», але успіху в хіт-параді композиція не мала. Але незабаром почав роботу її успішний тандем з Гоффіном.
В 1961 році вийшов перший хіт авторського дуету Гоффіна і Кінг: виконана The Shirelles пісня «Will You Love Me Tomorrow» очолила американські чарти. Так само на вершину потрапила їх наступна робота «Take Good Care of My Baby» у виконанні Боббі Ві, а потім і «The Loco-Motion», яку співала Літл Іва, що працювала до цього у подружжя нянею. Пара написала більше сотні хітів, відмічених повним стилістичним різноманіттям, які виконали, зокрема, Chiffons («One Fine Day»), The Monkees («Pleasant Valley Sunday»), The Drifters («Up on the Roof») The Cookies («Chains», пізніше кавер на цю пісню зробили The Beatles), Арета Франклін («(You Make Me Feel) Like a Natural Woman»), The Crystals («He Hit Me (And It Felt Like a Kiss)»). Кінг не залишила спробу відновити сольну кар'єру, але успіх мав лише один її єдиний сингл того часу, «It Might as Well Rain Until September» (№ 22 Billboard Hot 100, 1962).

### The City
В середині 1960-х років Гоффін і журналіст Ел Ароновіц створили власний лейбл звукового запису Tomorrow Records; Чарльз Ларкі (Charles Larkey), бас-гітарист групи Myddle Class, який співпрацював із Tomorrow, став другим чоловіком після того, як шлюб Керол Кінг з Гоффіном розпався. Кінг і Ларкі переїхали в 1968 році на Західне узбережжя і в 1968 році заснували The City, музичне тріо, в склад якого увійшов також нью-йоркський музикант Денні Корчмар (Danny Kortchmar). The City записали один альбом Now That Everything Been Said, але на гастролі гурт так і не вийшов: причиною тому був страх сцени, який мала Кінг. В результаті альбом виявився комерційно провальним, хоча в ньому і були пісні, які згодом стали відомими, завдяки виконанню іншими групами.

### Сольна кар'єра
Джеймс Тейлор вкотре став близьким другом співачки: саме він закликав її заснувати сольну кар'єру. Альбом 1970 року Writer очікуваного прориву не приніс, але наступний Tapestry (1971) відзначився творчим і комерційним тріумфом: альбом, став мультиплатиновим, провів в американських чартах понад шість років. Альбом Music (1971) також очолив чарти; успіхи були і у наступних альбомах Rhymes & Reasons (№ 2, 1972) і Wrap Around Joy (1974), сингл із якого, «Jazzman», піднявся до 2 позиції у чарті.
У 1975 році дует Гоффін і Кінг відновився і згодом була записана пісня Thoroughbred, участь у якому взяли також Джеймс Тейлор, Дейвид Кросбі і Грем Неш. Після виходу альбому Simple Things Кінг вийшла у турне з власним гуртом акомпонування Navarro. Вона вийшла заміж за Ріка Еверса (Rick Evers), який часто виступав як співавтор композицій, але через рік він помер від героїнового передозування. У 1980 вийшов Pearls, збірник записаних на концертах пісень авторства Гоффін-Кінг, став останнім значним комерційним успіхом співачки. Поселившись в невеликому міському поселенні штату Огайо, вона стала активною учасницею екологічного руху.
Кінг не припинила студійну діяльність: в число найкращих її робіт — альбоми Timeing Speeding (1983), City Streets (1999), записаний за участю Еріка Клептона та Love Make The World (2001), що вийшов на її власному лейблі Rockingale Records. Подвійний концертний збірник The Living Room Tour (2005) документував турне 2004 року.

## Дискографія

### Альбоми
- 1970: Writer
- 1971: Tapestry
- 1971: Music
- 1972: Rhymes and Reasons
- 1973: Fantasy
- 1974: Wrap Around Joy
- 1975: Really Rosie
- 1976: Thoroughbred
- 1977: Simple Things
- 1978: Welcome Home
- 1979: Touch the Sky
- 1980: Pearls: Songs of Goffin and King
- 1982: One to One

- 1983: Speeding Time
- 1989: City Streets
- 1993: Colour of Your Dreams
- 1994: In Concert
- 1994: Time Gone By
- 1996: Carnegie Hall Concert: June 18 1971
- 1997: Time Heals All Wounds
- 1998: Goin’ Back
- 2000: Super Hits
- 2001: Love Makes the World
- 2002: Crying in the Rain
- 2005: The Living Room Tour (Live)